# George Rossi
George Rossi (Glasgow, 28 september 1961 – Londen, 5 januari 2022) was een Schots acteur. 

## Biografie
Hoewel Rossi geboren en opgegroeid was in Glasgow, was hij van Italiaanse afkomst. Hij maakte in 1984 zijn televisiedebuut als Bruno in de serie Comfort and Joy. Ook speelde hij mee in de zesdelige serie The Singing Detective en vertolkte hij de rol van Kevin in Roughnecks. Rossi werd vooral bekend als DC Duncan Lennox in de ITV-dramareeks The Bill. Hij speelde deze rol van 1998 tot 2003. In 1993 en 1997 verscheen hij al eens als gastacteur in de serie als respectievelijk Tony en Jack Gardner. Daarnaast maakte Rossi enkele gastoptredens in populaire Britse series waaronder Taggart, Holby City en Hotel Babylon. In 2009 vertolkte hij de rol van DC McCormack in de serie Whitechapel.
Rossi was getrouwd en kreeg twee kinderen. Hij overleed thuis op 5 januari 2022 op 60-jarige leeftijd aan alvleesklierkanker.